# Yukari Ōshima
Yukari Ōshima (大島ゆかり, Ōshima Yukari), née le 31 décembre 1963, est une actrice et artiste martiale japonaise d'abord active dans le cinéma hongkongais avant de devenir populaire aux Philippines sous le nom de Cynthia Luster. En raison de la popularité de Jackie Chan dans ce pays, elle y est considérée comme son équivalent féminin.

## Biographie
Née sous le nom de Yukari Tsumura d'un père homme d'affaires et styliste et d'une femme chinoise, Yukari Ōshima commence à pratiquer le karaté gōjū-ryū seigokan au dojo Ennouji alors qu'elle est au lycée. Elle est considérée comme l'une des artistes martiales féminines les plus célèbres du Japon des années 1980 et une figure importante du genre cinématographique Filles armées du cinéma d'action de Hong Kong. Elle joue le rôle de Farah Cat dans Bioman, qui est diffusé non seulement au Japon mais aussi progressivement dans le monde entier. Elle est surtout connue du public occidental sous le nom de Yomi pour son rôle dans Riki-Oh: The Story of Ricky (1991). Après que sa carrière à Hong Kong a ralenti, elle commence une nouvelle carrière aux Philippines dans les années 1990 sous le nom de Cynthia Luster.
Yukari Ōshima habite actuellement à Fukuoka au Japon où elle travaille à promouvoir le tourisme de la ville.

## Filmographie

### Au cinéma
- 1984 : Chodenshi Baioman the Movie : Farah Cat
- 1986 : Shanghaï Express : une samouraï
- 1986 : A Book of Heroes : la combattante de Yamashita
- 1986 : The Funny Family : Tempura
- 1986 : Kung Fu Wonder Child
- 1987 : Angel : Madame Yeung
- 1989 : Final Run : Mon Ta Yee-wa
- 1989 : Burning Ambition : Chau Siao-Tao
- 1989 : Close Escape : Migi
- 1989 : Lucky Seven 2
- 1989 : Framed : Kitty Li
- 1989 : A Punch to Revenge
- 1990 : Never Say Regret (1990)
- 1990 : Outlaw Brothers (1990) : Tequila
- 1990 : Angel's Mission (1990) : Hing-tse
- 1990 : Brave Young Girls (1990)
- 1990 : Midnight Angels (1990) : Ying
- 1990 : That's Money (1990)
- 1991 : The Godfather's Daughter Mafia Blues
- 1991 : Riki-Oh: The Story of Ricky : Huang Chaun
- 1991 : Spiritually a Cop
- 1991 : Tian shi te jing : une trafiquante d'armes
- 1991 : The Angels
- 1991 : Nu gui sheng si lian
- 1991 : Devil Cat : Black Cat
- 1991 : Mao bian
- 1991 : Hei xing feng yun : Lin Ho-hung
- 1991 : Dreaming the Reality
- 1991 : Du gui zong dou yuan
- 1992 : Lover's Tear : une policière
- 1992 : Full Contact : Mme Wang
- 1992 : The Big Deal : Sim-Lan
- 1992 : The Direct Line : Mok Yu Xia
- 1992 : Nv xiao feng yun: Xie jiao ru qin
- 1992 : Fatal Chase : Cynthia
- 1992 : Beauty Investigator : la tueuse à gages
- 1992 : Jin san jiao qun ying hui : Bullet
- 1992 : Hard to Kill
- 1992 : Mission of Justice
- 1992 : Patio
- 1992 : The Story of the Gun
- 1992 : Win Them All
- 1993 : Zong heng tian xia (non créditée)
- 1993 : Angel the Kickboxer
- 1993 : Lethal Panther : Jane Matsuko
- 1993 : Serious Shock! Yes Madam! : Coco
- 1993 : The Avenging Quartet : Oshima
- 1993 : Supercop 2 (caméo) : une terroriste
- 1993 : Ghost's Love
- 1993 : Love to Kill
- 1993 : Angel of Vengeance
- 1993 : Kakambal ko sa tapang : Michelle
- 1993 : Angel Terminators II : Bullet
- 1993 : 1/3 qing ren : Lin Ching-Hsia
- 1993 : Xing Qi Gong Zhi Tan Bi
- 1994 : Once Upon a Time in Manila (1er film philippin sous le nom de Cynthia Luster) : Lt. Cynthia Wang
- 1994 : Yue gui zhi lang
- 1994 : Pintsik : May Leng
- 1994 : His Way, Her Way, Their Ways!
- 1994 : Hong tian mi ling : l'inspectrice Cynthia Lee
- 1994 : Deadly Target
- 1995 : Drugs Fighters : Yi Chian
- 1995 : Kinkyu yobidashi - Emâjenshî kôru
- 1995 : Ultracop 2000 : Trishia Marks
- 1995 : 1/3 Lover[3]
- 1995 : Emergency Call '95 (caméo)
- 1995 : Hubungan jenayah : Heung Lan
- 1995 : Power Connection
- 1996 : Guardian Angel
- 1997 : Tiger Angels
- 1997 : Tapang sa Tapang : Jane Nakamoto
- 1997 : Super Cops : l'agent d'Interpol Yukari
- 1997 : Challenge
- 1997 : Vengeance Is Mine
- 1998 : Gold Rush[4]
- 1998 : The Golden Nightmare : Nikki
- 1998 : Leopard Hunting : Chieko
- 1998 : To Kiss is Fatal : Diana Pama Aller
- 1999 : Digital Warriors : Jean Chung
- 1999 : Double Sin
- 1999 : It Takes a Thief[5]
- 2000 : Hakata Movie: Chinchiromai : Fay Ian
- 2001 : Xtreme Warriors
- 2001 : Ashita wa kitto : la fille dans le champ de raisin
- 2011 : Legendary Amazons : Zou Lanying (dernier rôle)

### À la télévision
- 1983 : X-Or (série TV)
- 1983 : Kagaku Sentai Dynaman (ép 28) : la poupée assassine
- 1984-1985 : Choudenshi Bioman (série TV) : Farah Cat
- 1984 : Capitaine Sheider (série TV)
- 1986 : Sukeban Deka 2 (ép 1)